# Финские имена
Финские имена по своему строению во многом схожи с другими европейскими именами и состоят из личного имени и фамилии. При этом официально фамилия следует за именем.  В финском языке личное имя при использовании совместно с фамилией не склоняется, а изменяется только фамилия. Например: Toivo Lehtinen (Тойво Лехтинен) — Toivo Lehtiselle (Тойво Лехтинену) и т. д. Ударение в именах людей, так же как и вообще в финском языке, преимущественно падает на первый слог.
В ряде сельских районов бытует более древний союз имён, где фамилия предшествует имени: например, Ильвес Ханну, Ойнос-Вилле (официальные формы: Ханну Ильвес, Вилле Ойнонен).

## Имя
Согласно финским законам, ребёнку можно давать от одного до трёх имён.
В Финляндии распространены как имена иноязычного происхождения (например, Юхани и Мария), так и собственно финские (к примеру, мужское имя Ильмари и женское имя Сату). Ниже представлено десять самых популярных мужских имён как за всё время ведения подобной статистики (более ста лет), так и за период 2000—2009 гг.
| Имя      | Русский аналог | Число носителей-мужчин (рожд. до 10 сентября 2012 г.) |
| -------- | -------------- | ----------------------------------------------------- |
| Юхани    | Иван           | 340 670                                               |
| Йоханнес | Иван           | 244 246                                               |
| Олави    | Отсутствует    | 223 854                                               |
| Антеро   | Андрей         | 184 413                                               |
| Тапани   | Степан         | 155 074                                               |
| Калеви   | Николай        | 142 913                                               |
| Тапио    | Отсутствует    | 136 687                                               |
| Матти    | Матвей         | 128 326                                               |
| Микаэль  | Михаил         | 116 669                                               |
| Ильмари  | Отсутствует    | 114 247                                               |

| Имя      | Русский аналог | Число носителей-мужчин (рожд. в 2010—2012 гг.) |
| -------- | -------------- | ---------------------------------------------- |
| Юхани    | Иван           | 4663                                           |
| Йоханнес | Иван           | 4250                                           |
| Микаэль  | Михаил         | 4118                                           |
| Олави    | Отсутствует    | 3462                                           |
| Онни     | Отсутствует    | 3200                                           |
| Матиас   | Матвей         | 3184                                           |
| Элиас    | Илья           | 2984                                           |
| Оливер   | отсутствует    | 2653                                           |
| Ильмари  | Илмера         | 2570                                           |
| Ээмели   | Емельян, Эмиль | 2094                                           |

Далее представлены списки популярнейших женских имён за аналогичные периоды времени.
| Имя      | Русский аналог | Число носителей-женщин (рожд. до 10 сентября 2012 г.) |
| -------- | -------------- | ----------------------------------------------------- |
| Мария    | Мария          | 367 834                                               |
| Хелена   | Елена          | 168 682                                               |
| Йоханна  | Иванна, Жанна  | 145 549                                               |
| Аннели   | Анна           | 144 748                                               |
| Каарина  | Карина         | 131 413                                               |
| Марьятта | Марьяна        | 123 207                                               |
| Анна     | Анна           | 114 708                                               |
| Лийса    | Елизавета      | 101 421                                               |
| Анникки  | Анна           | 97 620                                                |
| Ханнеле  | Иванна         | 92 232                                                |

| Имя      | Русский аналог | Число носителей-женщин (рожд. в 2010—2012 гг.) |
| -------- | -------------- | ---------------------------------------------- |
| Мария    | Мария          | 6202                                           |
| София    | София          | 5306                                           |
| Эмилия   | Эмилия         | 4702                                           |
| Оливия   | Оливия         | 2820                                           |
| Айно     | Отсутствует    | 2463                                           |
| Аманда   | Аманда         | 2362                                           |
| Матильда | Матильда       | 2114                                           |
| Аурора   | Аврора         | 2087                                           |
| Хельми   | Отсутствует    | 2073                                           |
| Илона    | Елена (Илона)  | 1911                                           |

Многие исконно финские имена до сих пор не потеряли своего первоначального значения — примерами могут служить мужские имена Тойво (toivo — надежда, желание) и Онни (onni — счастье, удача), а также женские — Сату (satu — сказка), Хельми (helmi — жемчужина) и Унельма (unelma — мечта).

## Отчество
В финском языке отчества бытовали до начала XX века и, как в случае со скандинавскими и тюркскими отчествами, образовывались прибавлением суффиксов -пойка/-тютяр (фин. poika, tytär — рус. сын, дочь, русские аналоги — -вич/-ич и -вна/-чна соответственно): Матти Антинпойка, Антти Хейкинпойка, Туомас Абрахаминкпойка, Мартта Хейкинтютяр, Эйно-Вильями Юханпойка Панула. Однако в разговорной речи вместо отчества финны использовали имя отца в родительном падеже, например Матин Олли (фин. Matin Olli, то есть Олли, [сын] Матти), а не Олли Матинпойка (фин. Olli Matinpoika). Такая же форма отчеств сохраняется и поныне у карел, близких родственников финнов: Дехиман Мийтрей (Дмитрий Ефимович), Йиванан Васси (Василиса Ивановна), Онён Пеша (Петр Афанасьевич), Иллян Дякку (Яков Ильич). Дети и внуки могли использовать суффикс -нен или -ла вместо -пойка (Маттинен, Хейкинен, Анттила), таким образом возникло большинство современных финских фамилий.
В отличие от соседней Швеции, где отчества были отменены с 1966 года по 2013-й, в Финляндии отчества всё ещё законны, хоть и не используются на практике. Шведские фамилии, происходящие от отчеств (Йоханнссон, Андерссон), согласно финскому законодательству отчествами не являются. Финны — граждане Исландии вынуждены избавляться от фамилий и пользоваться отчествами вместо них, так как по исландскому законодательству фамилии запрещены.

## Фамилия
Сейчас мужские фамилии в Финляндии не отличаются от женских, однако, согласно восточнофинляндским традициям, потерявшим своё влияние ещё в XIX веке, женские фамилии должны иметь окончание «тар» (финское окончание, обозначающее принадлежность слова к женскому роду, — оно применимо и к обычным словам). Например, женский вариант фамилии Пуумалайнен — Пуумалатар.
Типичными для финских фамилий являются окончания «-нен» («-nen») и «-ла»/«-ля» («-la»/«-lä»). У финнов-ингерманландцев эти окончания зачастую отсутствуют, например Перттунен у ингерманландцев превращается в Пертту.
Большая часть финнов оставалась без фамилий до конца XIX века, поскольку подати собирались сразу со всей усадьбы, а не с каждого человека, и в государственном масштабе надобности точно идентифицировать людей не возникало.
Закон, обязывающий каждого финна иметь фамилию, появился в Финляндии только после обретения независимости — в 1920 году — фамилии нужны были для избирательных бюллетеней, банковских счетов, почтовой службы и сбора налогов. Каждый финн должен был сам выбрать себе фамилию и записать её у местного священника.
В основном фамилии выбирались, исходя из мест проживания, поэтому в Финляндии так много фамилий, связанных с природой. Фамилии выбирались красивые и благозвучные. Также фамилии образовывались от названия деревни или усадьбы, от имени отца, отчества, профессии или прозвища. Широкое участие принимала местная интеллигенция — пасторы, чиновники, учителя.
Например, происхождение фамилии Кокконен связано с праздником Юханнус (финский аналог Ивана Купалы), на который для изгнания злых духов принято зажигать большой костер «кокко» (фин. орел). С орлами связано и родовое место проживания. По представлениям финнов, именно орел поднимается выше всех птиц, так и пламя «кокко» должно взметнуться высоко в небо, чтобы разогнать темные силы.
В это время, в пору пробуждения национальной гордости, начался массовый перевод иностранных фамилий на финский язык. Финская знать носила шведские фамилии, но в одночасье мода переменилась. Аристократия решила проявить патриотизм и отказаться от шведских корней, вспомнив о своем финно-угорском происхождении. Так, примерно в это время писатель Юханнес Брофельдт стал Юхани Ахо, художник Аксель Галлен стал Аксели Галленом-Каллелой, поэт Эйнар Лённбом — Эйно Лейно, седьмой президент Финляндии Юхан Хелльстен — Юхо Паасикиви и т. д.
Ниже представлен список наиболее распространённых в Финляндии фамилий по состоянию на 10 сентября 2012 года.
| Фамилия    | Происхождение                 | Число носителей |
| ---------- | ----------------------------- | --------------- |
| Корхонен   | korho — глухой человек        | 23 494          |
| Виртанен   | virta — речной поток          | 23 313          |
| Мякинен    | mäki — гора                   | 21 214          |
| Ниеминен   | niemi — мыс                   | 21 207          |
| Мякеля     | mäki — гора                   | 19 570          |
| Хямяляйнен | Häme — Хяме                   | 19 234          |
| Лайне      | laine — волна                 | 18 840          |
| Хейккинен  | Heikki — Хейкки (мужское имя) | 17 935          |
| Коскинен   | koski — речной порог          | 17 904          |
| Ярвинен    | järvi — озеро                 | 17 030          |